# Jarocin
Jarocin là một thị trấn thuộc hạt Jarocin, tỉnh Greater Poland, miền trung Ba Lan. Từ năm 1975-1998, thị trấn nằm trong tỉnh Kalisz, kể từ năm 1999 đến nay, nó thuộc quyền quản lý của tỉnh Greater Poland. Thị trấn có diện tích 14,44 km². Tính đến năm 2006, dân số của thị trấn là 25.834 người với mật độ 1.800 người/km².
Jarocin là một thị trấn lịch sử và đã được trao đặc quyền thị trấn theo luật Magdeburg từ thế kỷ thứ 13. [1] Tòa thị chính Ratusz được xây dựng từ những năm 1799 - 1804, hiện nay nó được sử dụng làm Bảo tàng Jarocin là một trong những địa điểm thu hút khách du lịch nhất của thị trấn
Thị trấn cũng được biết đến rộng rãi thông qua Lễ hội Jarocin, đây là một trong những lễ hội âm nhạc punk rock đầu tiên của Warsaw trước đây cũng như của cả Châu Âu. Lễ hội Jarocin đầu tiên được tổ chức vào năm 1980. [2]

## Lịch sử
Thị trấn Jarocin được thành lập vào năm 1257 bởi Công tước Bolesław the Pious của Greater Poland. Thông qua thị trấn có thể di chuyển dễ dàng từ Warsaw đến Toruń và từ Poznań đến Kalisz.
Năm 1793, Jarocin bị Vương quốc Phổ thôn tính. Từ năm 1807-1813, nó là một phần của Công tước xứ Warsaw trong Chiến tranh Napoléon nhưng không lâu sau đó, nó lại trở thành thuộc địa của Phổ. Năm 1871, thị trấn bị Đế quốc Đức xâm chiếm. Năm 1889, nó được đặt trong hạt Jarotschin mới được thành lập của tỉnh Posen.
Năm 1918-1919, Jarocin cũng tham gia vào cuộc nổi dậy ở Greater Poland và thành lập hội đồng binh sĩ đầu tiên ở tỉnh Posen. Thị trấn trở thành một phần của Cộng hoà Ba Lan thứ hai.

Vào năm 1939, thị trấn một lần nữa bị Đức Quốc xã sáp nhập vào hạt Jarotschin trong Chiến tranh thế giới lần thứ hai. Nhiều công dân Ba Lan, đặc biệt là người Do Thái, đã bị trục xuất và thay thế bằng người Đức từ các quốc gia dọc biển Baltic, Volhynia và Bukovina. Từ tháng 1 năm 1941 đến tháng 1 năm 1945, một nhà tù lao động cưỡng bức được đưa vào hoạt động trong thị trấn [3] Sau sự xuất hiện của Hồng quân Liên Xô và kết thúc chiến tranh, thị trấn Jarocin trở thành một phần của Cộng hòa Nhân dân Ba Lan.

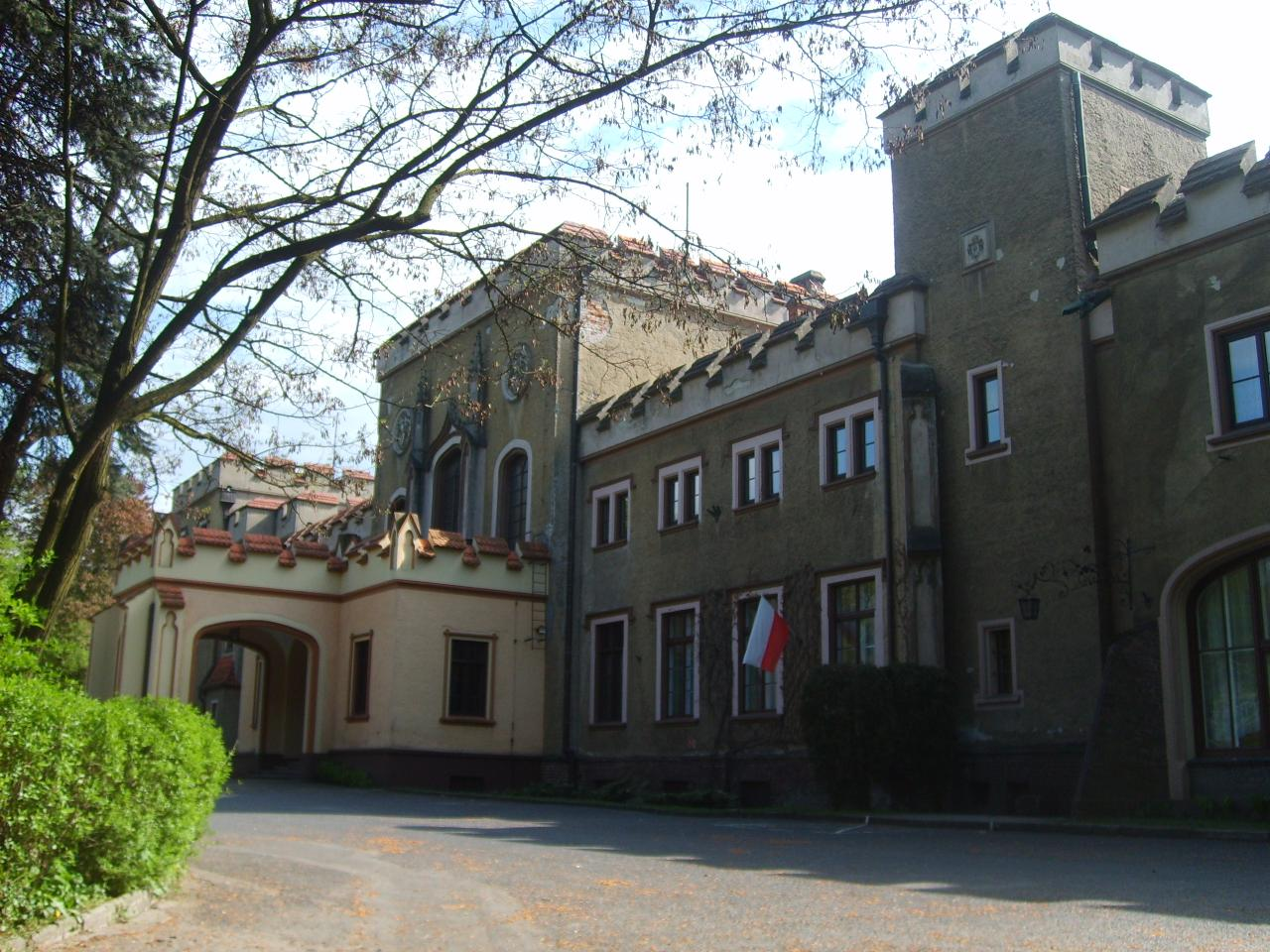
Cung điện Radoliński
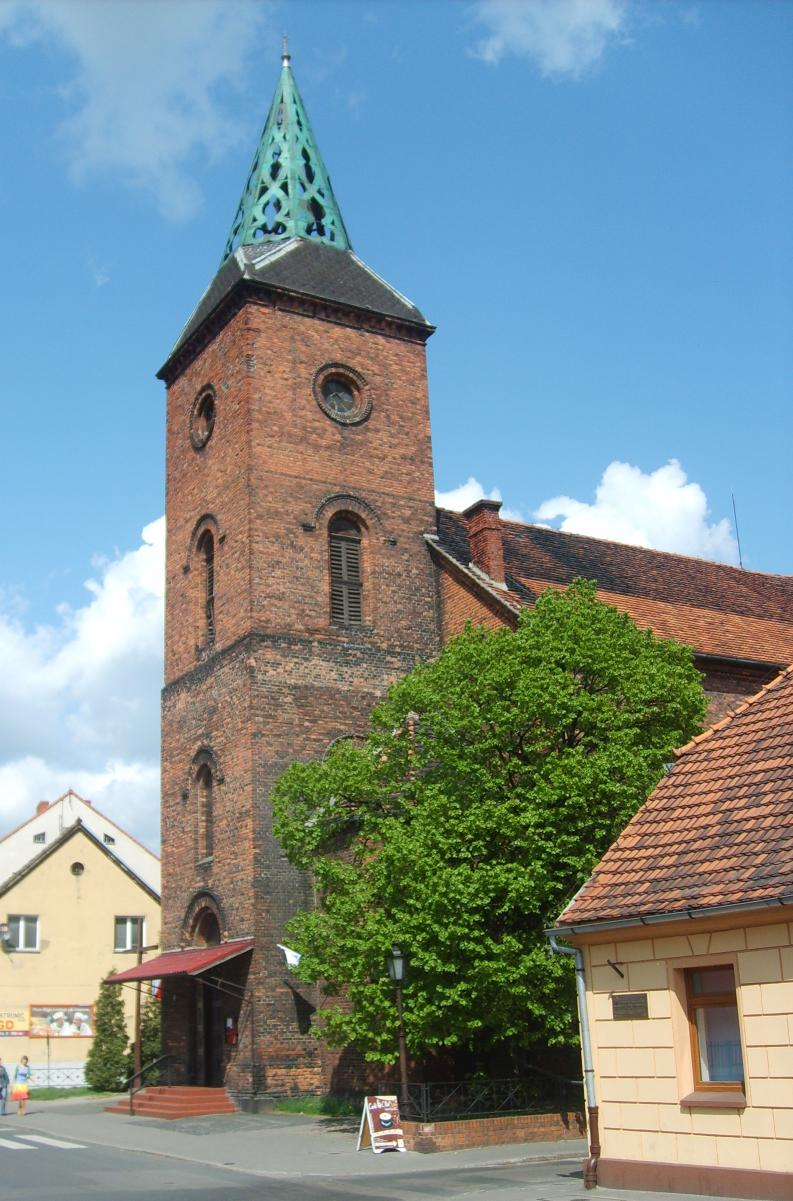
Nhà thờ thánh George
- Video (2017)

## Giáo dục
- Trường Đại học Nhân văn và Kinh tế Ba Lan

## Những nhân vật nổi tiếng xuất thân từ thị trấn
- Eduard Lasker (1829 - 1884) - chính trị gia
- Gustav Wegner (1903 - 1942) - vận động viên người Đức
- Dame Elisabeth Schwarzkopf (1915 - 2006) - ca sĩ
- Waldemar Kraft - bộ trưởng Tây Đức